# Otto Just (Politiker)
Otto Just (* 11. Januar 1883 in Neuwald bei Jägerndorf, Österreich-Ungarn; † nach 1945) war ein sudetendeutscher Kaufmann und Kommunalpolitiker (NSDAP). Er war von 1940 bis 1945 Bürgermeister der Stadt Jägerndorf im Reichsgau Sudetenland.

## Leben und Wirken
Just stammte aus einer kleinen Ortschaft im schlesischen Altvatergebirge. Nach dem Schulbesuch schlug er eine kaufmännische Ausbildung ein. Später betrieb zunächst eine Handelsagentur in Jägerndorf und wurde später Inhaber der Altvater-Likör-Fabrik Just & Co. in der Nikolausstraße in Jägerndorf. In seiner Freizeit betätigte er sich als Sänger, war als solcher Obmann des Männergesangvereins Jägerndorf und Obmann der Ortsgruppe Jägerndorf des Vereins Deutscher Geschäftsreisender mit Sitz in Reichenberg.
Nach dem Einmarsch der deutschen Truppen und der Besetzung der Sudeten und anderer deutschbesiedelter Grenzregionen der Tschechoslowakei, der die Bildung des deutschen Reichsgaus Sudetenland folgte, beantragte er am 22. Dezember 1938 die Aufnahme in die NSDAP und wurde rückwirkend zum 1. November desselben Jahres aufgenommen (Mitgliedsnummer 6.674.858). Er wurde Kreiswirtschaftsberater der NSDAP-Kreisleitung Jägerndorf und Stadt-Beigeordneter.
Nach dem Ausscheiden von Oskar König wurde ihm 1940 die Funktion des Bürgermeisters von Jägerndorf übertragen, die er bis Ende des Zweiten Weltkrieges ausübte. In der Stadt lebten damals über 25.500 Einwohner.
Just war außerdem Mitglied des Aufsichtsrates der Kreditanstalt der Deutschen e.G.m.b.H. in Reichenberg.

## Auszeichnungen
- Medaille zur Erinnerung an den 1. Oktober 1938
- Kriegsverdienstkreuz II. Klasse